# Valentin Bărbulescu
Valentin Bărbulescu (sinh ngày 28 tháng 12 năm 1985) là một cầu thủ bóng đá người România thi đấu cho đội bóng Liga III CSMȘ Reșița ở vị trí tiền vệ.